# Północna Dzielnica Przemysłowa (Siedlce)
Północna Dzielnica Przemysłowa – dzielnica przemysłowa w Siedlcach (woj. mazowieckie), leżąca w północnej części miasta.
Powstała w latach 70. XX wieku, wzdłuż ulicy Sokołowskiej, która jest główna ulicą tej dzielnicy.
Głównym zakładem przemysłowym działającym w tej dzielnicy był Zakłady Przemysłu Dziewiarskiego Karo, obecnie znajduje się tam Collegium Mazovia Innowacyjna Szkoła Wyższa (dawniej Wyższa Szkoła Finansów i Zarządzania).
Zakłady przemysłowe działające na terenie dzielnicy:
- Siedleckie Zakłady Drobiarskie Drosed S.A.
- producent pasz Cargill Polska Sp. z o.o.

W miejscu byłego Miejskiego Przedszkola Zakładowego "Karo" powstał sklep meblowy Feniks.
Przy ulicy Sokołowskiej znajduje się również stacja paliw LOTOS, salon motocyklowy Yamaha, salon łazienek Eska oraz Studio Wyposażenia Wnętrz KKW Wnętrza.